# Guvernul Ucrainei

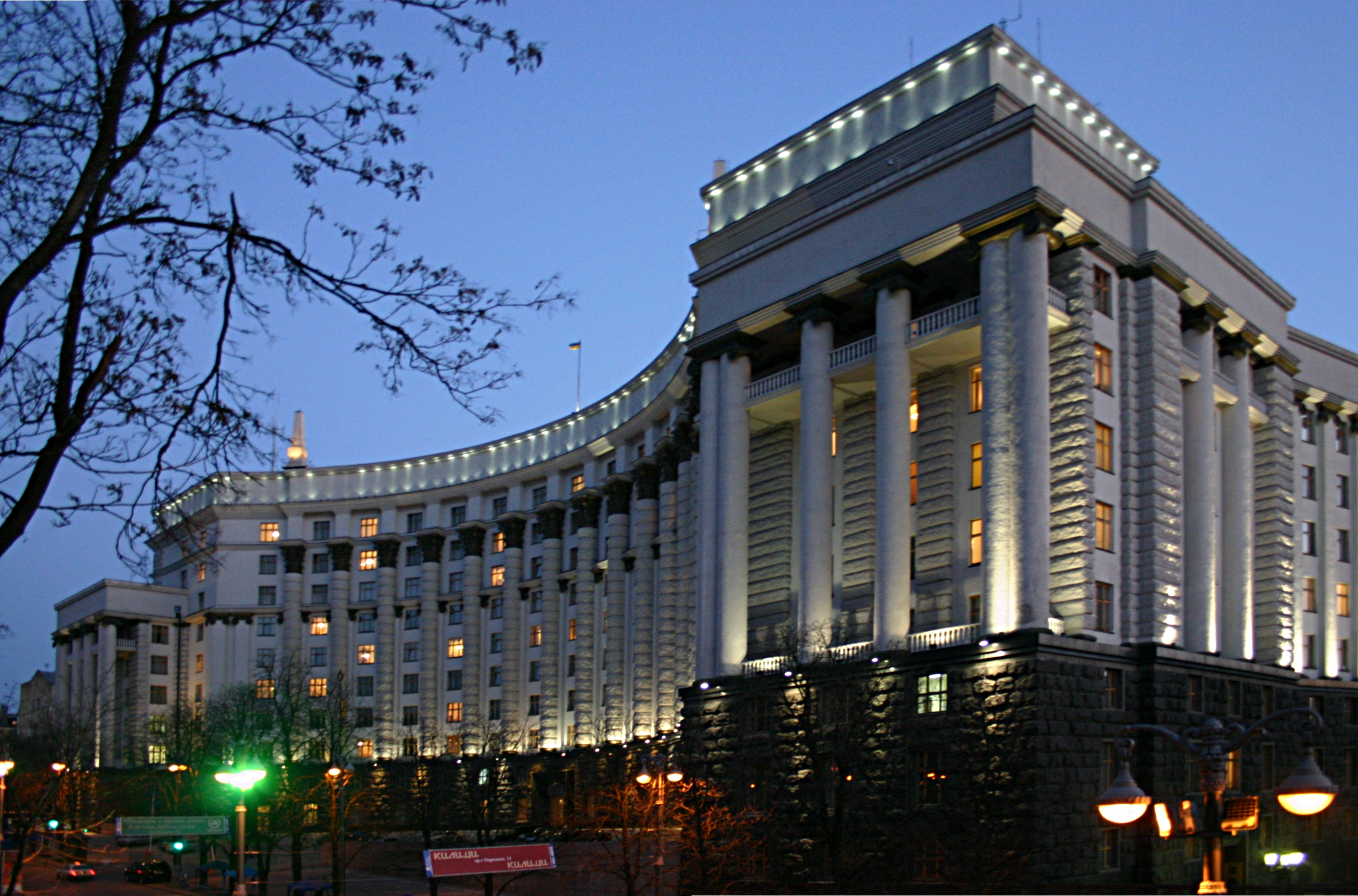
Sediul Guvernului Ucrainei

Guvernul Ucrainei (în ucraineană Уряд України; Кабінет Міністрів України) este principalul organ al puterii executive în Ucraina. Primul guvern național modern al Ucrainei a fost înființat în 1917 ca un guvernul regional al Republicii Ruse, cunoscut sub numele de Secretariatul General. 
Guvernul este un organ colegial, format din prezidiul compus din cinci ministere individuale, celelalte fiind reprezentate de ministrul lor respectiv. Unele ministere pot fi conduse de membri ai prezidiului (vice prim-miniștri). Prezidiul Guvernului este format din Prim-ministrul Ucrainei, care prezidează Guvernul și care este asistat de către Prim-viceprim-ministru și trei Vice prim-miniștri. Secretariatul Cabinetului de miniștri asigură operațiunile Guvernului.
Numărul de ministerelor din Guvern s-a schimbat de-a lungul timpului, unele au fost desființate, altele combinate cu alte ministere sau au degradat în comisii sau agenții de stat. Guvernul poartă răspundere față de Președintele Ucrainei și poate fi tras la răspundere de către Rada Supremă.